# Liste der olympischen Medaillengewinner aus Usbekistan
Das Nationale Olympische Komitee Oʻzbekiston Milliy Olimpiya qoʻmitasi wurde 1992 gegründet und 1993 vom Internationalen Olympischen Komitee aufgenommen.

## Medaillenbilanz
Bislang konnten 43 Sportler aus Usbekistan 50 olympische Medaillen erringen (19 × Gold, 8 × Silber und 23 × Bronze).
| Usbekistan bei den Olympischen Sommerspielen                                      | Usbekistan bei den Olympischen Sommerspielen | Usbekistan bei den Olympischen Sommerspielen | Usbekistan bei den Olympischen Sommerspielen | Usbekistan bei den Olympischen Sommerspielen | Usbekistan bei den Olympischen Sommerspielen |      | Usbekistan bei den Olympischen Winterspielen | Usbekistan bei den Olympischen Winterspielen | Usbekistan bei den Olympischen Winterspielen | Usbekistan bei den Olympischen Winterspielen | Usbekistan bei den Olympischen Winterspielen | Usbekistan bei den Olympischen Winterspielen |
| Jahr                                                                              | Gold                                         | Silber                                       | Bronze                                       | Gesamt                                       | Rang                                         | Jahr | Gold                                         | Silber                                       | Bronze                                       | Gesamt                                       | Rang                                         |                                              |
| 1996                                                                              | 0                                            | 1                                            | 1                                            | 2                                            | 58                                           |      | 1994                                         | 1                                            | 0                                            | 0                                            | 1                                            | 14                                           |
| 2000                                                                              | 1                                            | 1                                            | 2                                            | 4                                            | 41                                           |      | 1998                                         | 0                                            | 0                                            | 0                                            | 0                                            |                                              |
| 2004                                                                              | 2                                            | 1                                            | 2                                            | 5                                            | 34                                           |      | 2002                                         | 0                                            | 0                                            | 0                                            | 0                                            |                                              |
| 2008                                                                              | 0                                            | 1                                            | 3                                            | 4                                            | 40                                           |      | 2006                                         | 0                                            | 0                                            | 0                                            | 0                                            |                                              |
| 2012                                                                              | 0                                            | 0                                            | 3                                            | 3                                            | 48                                           |      | 2010                                         | 0                                            | 0                                            | 0                                            | 0                                            |                                              |
| 2016                                                                              | 4                                            | 2                                            | 7                                            | 13                                           | 21                                           |      | 2014                                         | 0                                            | 0                                            | 0                                            | 0                                            |                                              |
| 2020                                                                              | 3                                            | 0                                            | 2                                            | 5                                            | 32                                           |      | 2018                                         | 0                                            | 0                                            | 0                                            | 0                                            |                                              |
| 2024                                                                              | 8                                            | 2                                            | 3                                            | 13                                           | 13                                           |      | 2022                                         | 0                                            | 0                                            | 0                                            | 0                                            |                                              |
| Gesamt                                                                            | 18                                           | 8                                            | 23                                           | 49                                           |                                              |      | Gesamt                                       | 1                                            | 0                                            | 0                                            | 1                                            |                                              |
| \| \| Gold \| Silber \| Bronze \| Gesamt \| \| Ges. S+W \| 19 \| 8 \| 23 \| 50 \| |                                              |                                              |                                              |                                              |                                              |      |                                              |                                              |                                              |                                              |                                              |                                              |
|                                                                                   | Gold                                         | Silber                                       | Bronze                                       | Gesamt                                       |                                              |      |                                              |                                              |                                              |                                              |                                              |                                              |
| Ges. S+W                                                                          | 19                                           | 8                                            | 23                                           | 50                                           |                                              |      |                                              |                                              |                                              |                                              |                                              |                                              |

## Medaillengewinner
| Name                       | Sportart         | Jahr / Disziplin                            | Gold | Silber | Bronze | Gesamt |
| -------------------------- | ---------------- | ------------------------------------------- | ---- | ------ | ------ | ------ |
| Gulomjon Abdullaev         | Ringen           | 2024 Paris Freistil Bantamgewicht, Männer   | –    | –      | 1      | 1      |
| Muhammadqodir Abdullayev   | Boxen            | 2000 Sydney Halbweltergewicht               | 1    | –      | –      | 1      |
| Murodjon Ahmadaliyev       | Boxen            | 2016 Rio de Janeiro Bantamgewicht           | –    | –      | 1      | 1      |
| Bekzod Abdurahmonov        | Ringen           | 2020 Tokio Freistil Weltergewicht, Männer   | –    | –      | 1      | 1      |
| Abbos Atoyev               | Boxen            | 2012 London Mittelgewicht                   | –    | –      | 1      | 1      |
| Armen Bagdasarov           | Judo             | 1996 Atlanta Mittelgewicht                  | –    | 1      | –      | 1      |
| Davlat Bobonov             | Judo             | 2020 Tokio Mittelgewicht                    | –    | –      | 1      | 1      |
| Lina Cheryazova            | Freestyle-Skiing | 1994 Lillehammer Springen, Damen            | 1    | –      | –      | 1      |
| Hasanboy Doʻsmatov         | Boxen            | 2016 Rio de Janeiro Halbfliegengewicht      | 1    | –      | –      | 2      |
| Hasanboy Doʻsmatov         | Boxen            | 2024 Paris Fliegengewicht, Männer           | 1    | –      | –      | 2      |
| Aleksandr Doxturishvili    | Ringen           | 2004 Athen gr.-röm. Weltergewicht           | 1    | –      | –      | 1      |
| Iwan Efremov               | Gewichtheben     | 2012 London Schwergewicht, Männer           | –    | –      | 1      | 1      |
| Anton Fokin                | Kunstturnen      | 2008 Peking Barren                          | –    | –      | 1      | 1      |
| Shaxram Gʻiyosov           | Boxen            | 2016 Rio de Janeiro Weltergewicht           | –    | 1      | –      | 1      |
| Fazliddin Gʻoibnazarov     | Boxen            | 2016 Rio de Janeiro Halbweltergewicht       | 1    | –      | –      | 1      |
| Oʻtkirbek Haydarov         | Boxen            | 2004 Athen Halbschwergewicht                | –    | –      | 1      | 1      |
| Magomed Ibragimov (* 1983) | Ringen           | 2004 Athen Schwergewicht                    | –    | 1      | –      | 1      |
| Magomed Ibragimov (* 1985) | Ringen           | 2016 Rio de Janeiro Schwergewicht           | –    | –      | 1      | 1      |
| Bahodir Jalolov            | Boxen            | 2020 Tokio Superschwergewicht, Männer       | 1    | –      | –      | 2      |
| Bahodir Jalolov            | Boxen            | 2024 Paris Superschwergewicht, Männer       | 1    | –      | –      | 2      |
| Razambek Jamalov           | Ringen           | 2024 Paris Freistil Weltergewicht, Männer   | 1    | –      | –      | 1      |
| Akbar Joʻrayev             | Gewichtheben     | 2020 Tokio Schwergewicht, Männer            | 1    | –      | –      | 2      |
| Akbar Joʻrayev             | Gewichtheben     | 2024 Paris Schwergewicht, Männer            | –    | 1      | –      | 2      |
| Diyora Keldiyorova         | Judo             | 2024 Paris Halbleichtgewicht, Frauen        | 1    | –      | –      | 1      |
| Abdumalik Xaloqov          | Boxen            | 2024 Paris Federgewicht, Männer             | 1    | –      | –      | 1      |
| Bektemir Meliqoʻziyev      | Boxen            | 2016 Rio de Janeiro Mittelgewicht           | –    | 1      | –      | 1      |
| Sergey Mixaylov            | Boxen            | 2000 Sydney Halbschwergewicht               | –    | –      | 1      | 1      |
| Asadxoʻja Moʻydinxoʻjayev  | Boxen            | 2024 Paris Halbmittelgewicht, Männer        | 1    | –      | –      | 1      |
| Lazizbek Mullajonov        | Boxen            | 2024 Paris Schwergewicht, Männer            | 1    | –      | –      | 1      |
| Ixtiyor Navroʻzov          | Ringen           | 2016 Rio de Janeiro Freistil, Leichtgewicht | –    | –      | 1      | 1      |
| Ruslan Nurudinov           | Gewichtheben     | 2016 Rio de Janeiro Schwergewicht           | 1    | –      | –      | 1      |
| Diyorbek Oʻrozboyev        | Judo             | 2016 Rio de Janeiro Superleichtgewicht      | –    | –      | 1      | 1      |
| Svetlana Osipova           | Taekwondo        | 2024 Paris Schwergewicht, Frauen            | –    | 1      | –      | 1      |
| Ulugʻbek Rashitov          | Taekwondo        | 2020 Tokio Federgewicht                     | 1    | –      | –      | 1      |
| Ulugʻbek Rashitov          | Taekwondo        | 2024 Paris Federgewicht, Männer             | 1    | –      | –      | 1      |
| Rustam Saidov              | Boxen            | 2000 Sydney Superschwergewicht              | –    | –      | 1      | 1      |
| Rishod Sobirov             | Judo             | 2008 Peking Superleichtgewicht              | –    | –      | 1      | 3      |
| Rishod Sobirov             | Judo             | 2012 London Superleichtgewicht              | –    | –      | 1      | 3      |
| Rishod Sobirov             | Judo             | 2016 Rio de Janeiro Halbleichtgewicht       | –    | –      | 1      | 3      |
| Bahodirjon Sultonov        | Boxen            | 2004 Athen Bantamgewicht                    | –    | –      | 1      | 1      |
| Abdullo Tangriyev          | Judo             | 2008 Peking Schwergewicht                   | –    | 1      | –      | 1      |
| Elmurat Tasmuradov         | Ringen           | 2016 Rio de Janeiro gr.-röm., Bantamgewicht | –    | –      | 1      | 1      |
| Artur Taymazov             | Ringen           | 2000 Sydney Superschwergewicht              | –    | 1      | –      | 2      |
| Artur Taymazov             | Ringen           | 2004 Athen Superschwergewicht               | 1    | –      | –      | 2      |
| Karim Toʻlaganov           | Boxen            | 1996 Atlanta Halbmittelgewicht              | –    | –      | 1      | 1      |
| Rustam Toʻlaganov          | Boxen            | 2016 Rio de Janeiro Schwergewicht           | –    | –      | 1      | 1      |
| Muzaffarbek Turoboyev      | Judo             | 2024 Paris Halbschwergewicht                | –    | –      | 1      | 1      |
| Yekaterina Xilko           | Trampolinturnen  | 2008 Peking Trampolinturnen                 | –    | –      | 1      | 1      |
| Alisher Yusupov            | Judo             | 2024 Paris Schwergewicht                    | –    | –      | 1      | 1      |
| Shahobiddin Zoirov         | Boxen            | 2016 Rio de Janeiro Fliegengewicht          | 1    | –      | –      | 1      |